# لي انسوورث
لي انسوورث (بالإنجليزية: Lee Unsworth)‏ هو لاعب كرة قدم بريطاني في مركز الدفاع، ولد في 25 فبراير 1973 في Eccles, Greater Manchester ‏ في المملكة المتحدة. لعب مع أشتون يونايتد ونادي بوري ونادي كرو ألكساندرا.